# Francisco de Noronha, 2.º Conde de Linhares
Dom Francisco de Noronha, 2.º Conde de Linhares (1507 – 13 de junho de 1574), comendador de São Martinho no Bispado de Coimbra, da Ordem de Cristo, mordomo-mor da rainha D. Catarina de Áustria, foi um nobre português, filho de Dom António de Noronha, 1.º Conde de Linhares. 
Casou-se com Violante de Andrade e teve treze filhos, entre os quais, Fernando de Noronha, 3.º Conde de Linhares e Margarida de São Paulo (Évora, 1550 - Lisboa, 2 de Janeiro de 1636), prioresa do convento da Anunciada de Lisboa. 
Dom Francisco era amo (no sentido de senhor) do poeta Luís de Camões, como cargo de escudeiro, e segundo alguns autores, este seria apaixonado pela mulher daquele.